# Afterburner (음반)
《Afterburner》는 1985년 10월 28일에 발매된 미국의 록 밴드 ZZ 탑의 아홉 번째 스튜디오 음반이다. 《Afterburner》는 몇 배의 플래티넘을 기록하며 재정적인 성공을 거두었고, 그 중 가장 성공적인 곡은 메인스트림 록 트랙에서 1위를, 빌보드 핫 100에서 8위를 기록한 〈Sleeping Bag〉이었다.
영국에서 이 음반은 1985년 영국 축음기 협회의 인증을 받은 두 번째 음반으로, 골드 음반(10만 장)을 획득하였다. 1990년에는 플래티넘(300,000장) 인증을 받았다.

## 녹음
이전 음반 《Eliminator》와 마찬가지로, 비록 전체 밴드가 음반에 참여했고 프랭크 비어드가 음반을 좋아한다고 여러 번 말했지만, 크레딧이 반드시 실제 음반을 반영하는 것은 아니다. 엔지니어 조 하디에 따르면, 모든 드럼과 대부분의 베이스를 포함한 많은 음반이 페어라이트에서 이루어졌다고 한다. 이 음반은 또한 여러 곡들이 시퀀싱된 키보드 베드에 만들어진 것으로 유명하다. 이 음반은 테리 매닝의 개입 없이 《Rio Grande Mud》 이후 첫 ZZ 탑 음반이었다.

## 반응
| 전문가 평가                   | 전문가 평가 |
| 평가 점수                     | 평가 점수   |
| 출처                          | 점수        |
| ----------------------------- | ----------- |
| AllMusic                      | [ 4 ]       |
| Rolling Stone                 | unfavorable |
| The Rolling Stone Album Guide | [ 6 ]       |
| Q                             | [ 7 ]       |
| Kerrang!                      | [ 8 ]       |
| Encyclopedia of Popular Music | [ 9 ]       |
| The Village Voice             | B           |

이 음반은 뉴질랜드 차트 1위를 차지하며 밴드가 처음으로 1위를 차지했다. 이 음반은 빌보드 200에서 4위, 영국 음반 차트에서 2위, 호주 음반 차트에서 6위로 정점을 찍었다.

## 곡 목록
모든 곡들은 빌리 기본스, 더스티 힐 그리고 프랭크 비어드에 의해 작사/작곡하였다.
| #  | 제목                   | 재생 시간 |
| -- | ---------------------- | --------- |
| 1. | 〈Sleeping Bag〉       | 4:03      |
| 2. | 〈Stages〉             | 3:32      |
| 3. | 〈Woke Up with Wood〉  | 3:45      |
| 4. | 〈Rough Boy〉          | 4:50      |
| 5. | 〈Can't Stop Rockin'〉 | 3:02      |

| #  | 제목                                   | 재생 시간 |
| -- | -------------------------------------- | --------- |
| 1. | 〈Planet of Women〉                    | 4:09      |
| 2. | 〈I Got the Message〉                  | 3:27      |
| 3. | 〈Velcro Fly〉                         | 3:29      |
| 4. | 〈Dipping Low (In the Lap of Luxury)〉 | 3:11      |
| 5. | 〈Delirious〉                          | 3:41      |

## 인증
| 국가                                                  | 인증        | 판매량/출하량 |
| ----------------------------------------------------- | ----------- | ------------- |
| 오스트레일리아 (ARIA)                                 | 2× 플래티넘 | 140,000^      |
| 캐나다 (뮤직 캐나다)                                  | 3× 플래티넘 | 300,000^      |
| 핀란드 (Musiikkituottajat)                            | 플래티넘    | 62,795        |
| 프랑스 (SNEP)                                         | 골드        | 100,000*      |
| 독일 (BVMI)                                           | 3× 골드     | 750,000^      |
| 일본 (RIAJ)                                           | 골드        | 100,000^      |
| 뉴질랜드 (RMNZ)                                       | 플래티넘    | 15,000^       |
| 노르웨이 (IFPI 노르웨이)                              | 실버        | 25,000        |
| 스웨덴 (GLF)                                          | 플래티넘    | 100,000^      |
| 스위스 (IFPI 스위스)                                  | 플래티넘    | 50,000^       |
| 영국 (BPI)                                            | 플래티넘    | 300,000^      |
| 미국 (RIAA)                                           | 5× 플래티넘 | 5,000,000^    |
| *판매량을 기반으로 한 인증 ^출하량을 기반으로 한 인증 |             |               |